# رئیس دولت کاتالونیا
رئیس دولت کاتالونیا (کاتالونیایی: President de la Generalitat de Catalunya , IPA: [pɾəziˈðen də lə ʒənəɾəliˈtad də kətəˈluɲə]) باللاترین مقام حکومت خودمختار کاتالونیا است که طبق اسانامه خودمختاری کاتالونیا پس از ائتلاف در پارلمان کاتالونیا به‌عنوان رئیس محلی این منطقه انتخاب می‌شود. رئیس محلی همچنین به عنوان رئیس دولت کاتالونیا، رهبری قوه مجریه را برعهده داررد.
رئیس فعلی پر آراگونس از حزب چپ جمهوری‌خواه کاتالونیا است که پس از انتخابات کاتالونیا در سال ۲۰۲۱ انتخاب شد.

## ریاست
رئیس دولت توسط پارلمان کاتالونیا انتخاب، و توسط پادشاه اسپانیا منصوب می‌شود. این سمت دارای وظایف نمایندگی و دولتی است.

### نمایندگی
‌رئیس دولت دارای بالاترین نمایندگی از جنرالیتات و عادی ایالت در جامعه خودمختار است. او همچنین مسئول روابط داخلی با سایر نهادهای ایالتی و با بخش‌های خودمختار اسپانیا است که کاتالونیا با آنها دارای منافع مشترک است. رئیس دولت محلی همچنین مسئول دعوت به انتخابات (که باید حداقل هر چهار سال یکبار انجام شود) و انتصاب وزرای منطقه ای) و سایر مناصب عالی طبق قانون بر عهده دارد. او به عنوان نماینده عادی ایالت در کاتالونیا، قوانینی را در جامعه خودمختار وضع می‌کند.

### وظایف دولتی
رئیس عضو دولت کاتالونیا است و آن را رهبری و هماهنگ می‌کند. او وزرا را انتخاب می‌کند و می‌تواند عزل، تشکیل جلسه شورای اجرایی را دعوت کند و به عنوان رئیس آن عمل کند. بعلاوه، احکامی را که شورای اجرائیه امضاء می‌کند و دستور انتشار آنها را می‌دهد. او همچنین می‌تواند خواستار تشکیل جلسه فوق‌العاده پارلمان کاتالونیا شود که با توجه به این مورد، می‌توان دستور انحلال یا برگزاری یک بحث عمومی را بدهد.
علاوه بر این، رییس دولت باید دستور کار قانونگذاری دولت خود، تدوین مقررات عمومی را هماهنگ کند و تمام اطلاعاتی را که پارلمان ممکن است تصمیم بگیرد درخواست کند، ارائه دهد.